# Caterina Pes
Caterina Pes (Sassari, 23 novembre 1960) è una politica italiana.

## Biografia
Docente di scuola secondaria superiore. Viene eletta deputata per il PD nel 2008, venendo confermata a Montecitorio anche dopo le elezioni politiche del 2013.
Il 21 marzo 2013 è eletta Segretario di aula alla Camera per il PD.